# Francisco Gutiérrez
Francisco Gutiérrez, född 3 december 1941, är en friidrottare från Colombia. Han deltog vid olympiska sommarspelen 1964.